# MÁV Ch III. osztályú személykocsi
A MÁV Ch III. osztályú személykocsi egy vasúti személykocsi-típus család volt.
Az 1882–1885 között gyártott 6 m tengelytávú kocsik után a MÁV néhány éven át rövidebb tengelytávú kocsikat szerzett be. 1885-től 5 m, majd 1889-től 5,2 m tengelytávolságú kocsikat is vásároltak. A korábbi alacsony dongatetős kocsiknál rendelkezésre álló kis légtér jelentős megnövelésére az 1889-től gyártott kocsiknál alkalmazták az ún. laternás – tetővilágítós – tetőszerkezetet, biztosítva ezzel a nagyobb légteret és az utasteret világító lámpák jobb elhelyezhetőségét.
A MÁV 1890-ben 140 darab VIIIbI jellegű kocsit szerzett be Ch 4346-4485 pályaszámokkal. A típus sajátossága a kocsi közepén, a tetőben kialakított fékező fülke.

## A Ch 4416 pályaszámú kocsi története
A Ch 4416 pályaszámú személykocsit a Ganz és Társa gyár gyártotta 1890-ben. Az első világháború után a JDZ vasúthoz került Ch 30487 pályaszámmal. 1941-ben visszakerült a MÁV-hoz, ahol C 50083, később motormellékkocsiként Cx 59073 pályaszámmal közlekedett. 1946-ban különcélú személykocsivá minősítették át Xh 156 pályaszámmal. 1959. február 18- tól a MÁV Hídépítési Főnökség állományába került Xh 391 pályaszámmal.
Eredeti állapotában felújította a MÁV Szolnoki Járműjavító Üzem 1988-ban.